# Tabakarbeitergewerkschaft
Die Tabakarbeitergewerkschaften gehören in Deutschland zu den ältesten gewerkschaftlichen Organisationen. Die Assoziation der Zigarrenarbeiter Deutschlands wurde 1848 gegründet und war neben der Organisation der Buchdrucker die zweitälteste Gewerkschaft in Deutschland. Nach dem Verbot entstand 1865 der Allgemeine Deutsche Cigarrenarbeiter-Verein, aus dem 1872 der freigewerkschaftliche Deutsche Tabakarbeiter-Verband hervorging. Dieser wurde 1878 infolge des Sozialistengesetzes verboten und konnte ab 1882 zunächst unter dem Namen Reiseunterstützungsverein deutscher Tabakarbeiter neu entstehen. Daneben entstanden auch in den anderen Richtungsgewerkschaften Tabakarbeiterorganisationen. Sie bestanden bis zur Zerschlagung der Gewerkschaften kurz nach der Machtergreifung 1933.

## Grundlagen

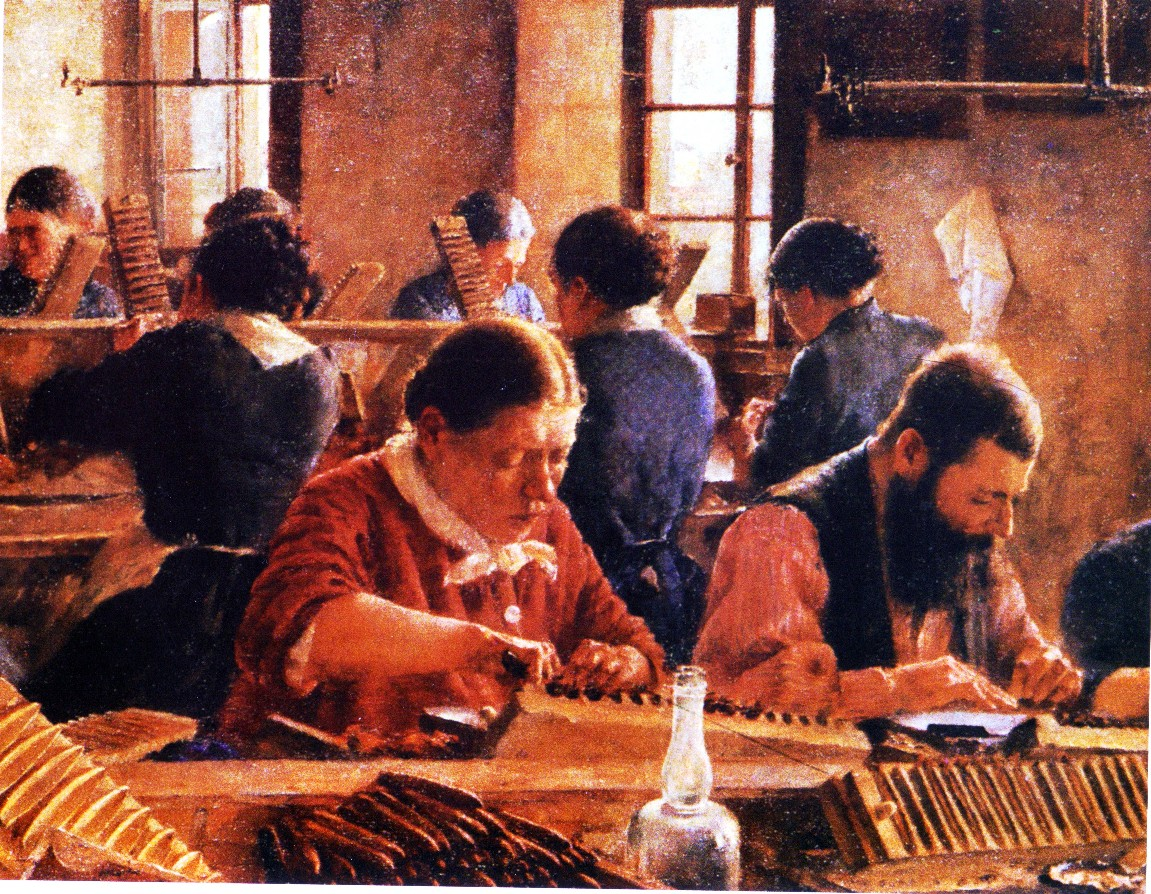
Tabakarbeiter in einem Manufakturbetrieb (Gemälde von Johannes Marx aus dem Jahre 1889)

Die Zigarrenherstellung war von Beginn an ein freies Gewerbe. Die Arbeiter hatten keine Tradition eines alten zünftigen Handwerksberufs. Die Beschäftigung brauchte keine Ausbildung, nur etwas Geschicklichkeit. Ein Grund für ihren frühen Zusammenschluss war denn auch Statusdefizite auszugleichen und sich dem Handwerk anzunähern. Anfangs beschränkte sich die Zigarrenherstellung auf einige Hafenstädte und wenige andere Orte. Die Produktion verbreitete sich erst seit der Gründung des Deutschen Zollvereins in andere Gebiete. Im Jahr 1836 gab es etwa 15.000 bis 20.000 Beschäftigte in diesem Gewerbe. Um 1848 lag ihre Zahl bei 25.000 bis 30.000. Die Produktion erfolgte anfangs oft in vergleichsweise großen Manufakturen. Die Tabakarbeiter verdienten im Akkord in der ersten Hälfte des 19. Jahrhunderts vergleichsweise gut.
Die Arbeitsbeziehungen waren daher auch lange wenig konfliktträchtig. Die Bildung etwa von Unterstützungseinrichtungen wurden meist behördlich gestattet. Im Jahr 1824 wurde in Hamburg eine Krankenkasse für Tabakarbeiter gegründet. Eine Krankenlade entstand 1825 in Bremen. Eine Allgemeine Unterstützungs- und Viatikumskasse wurde in Hamburg in den 1830er Jahren gegründet. In Leipzig entstand in den 1840er Jahren eine Kranken- und Sterbekasse und in Köln bestand seit 1840 ein Unterstützungsverein.
Ein wichtiger Aspekt war, dass die Arbeitssituation der Organisationsbildung förderlich war. Es gab keinen Maschinenlärm, so dass die Kommunikation untereinander problemlos möglich war. Teilweise wurden Vorleser beschäftigt, die auch aus oppositioneller Literatur lasen. Ein überlokaler Zusammenschluss wurde durch die Verbreitung der Tabakproduktion in verschiedenen Regionen gefördert. Wandernde Tabakarbeiter hatten ein Interesse daran, an einem neuen Arbeitsort vergleichbare Unterstützungsmöglichkeiten vorzufinden.
In die Krise geriet das Gewerbe seit 1846. Diese Phase der Rezession dauerte bis etwa 1851. Verbunden war dies mit einer bislang unbekannt hohen Arbeitslosigkeit. Die Krise bildete den ökonomischen Hintergrund für die Organisationsbestrebungen während der Revolution von 1848/49. Neben den genannten Unterstützungsvereinen bildeten sich bereits vor der Revolution lokale Verbände etwa in Form von Bildungsvereinen.

## Assoziation der Tabakarbeiter

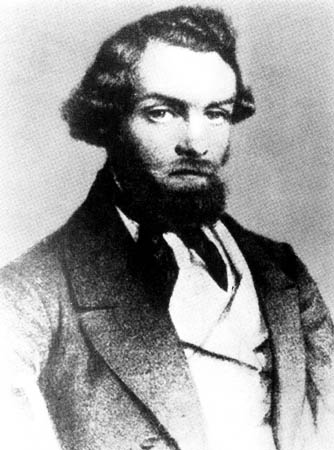
Die Tabakarbeiter waren seit 1848 mit der Allgemeinen Deutschen Arbeiterverbrüderung von Stephan Born verbunden.

Es gab 1848 verschiedene Initiativen zur Gründung von überregionalen Zusammenschlüssen von Tabakarbeitern. Diese gingen von Bremen, Hamburg, Mannheim, Heidelberg und Berlin aus. In einem Aufruf der Mannheimer und Heidelberger Tabakarbeiter wurde als Ziel die Verbesserung der sozialen Verhältnisse genannt.
In Berlin wurde im September 1848 vornehmlich von Wenzel Kohlweck die Assoziation der Zigarrenarbeiter Deutschlands gegründet. Vertreten waren 13 Delegierte, die 43 Städte repräsentierten. Es wurde ein Statut verabschiedet und eine Petition an die Frankfurter Nationalversammlung gerichtet. Kohlweck wurde Präsident der Organisation. Dieser, obwohl erst 26 Jahre alt, war ein guter Organisator. Es gelang die Mitgliederzahl zu steigern und der Bewegung eine gewisse Festigkeit zu geben. Die lokalen Organisationen hatten eine recht große Autonomie.
Viele der Ziele orientierten sich noch an einer handwerklichen Vorstellungswelt. Andere entsprachen schon mehr gewerkschaftlichen Ideen. Besonders wichtig war die Regulierung des Arbeitsmarktes der Tabakarbeiter. Ein Ziel war es, die Arbeitgeber zu veranlassen nur organisierte Arbeiter zu beschäftigen. Außerdem forderte man ein gesetzliches Verbot der Kinder-, Frauen- und Gefängnisarbeit zur Ausschaltung einer lohndrückenden Konkurrenz. Es sollten wie im Handwerk Befähigungsnachweise eingeführt und die Zahl der Lehrlinge beschränkt werden. Daneben wurden Tarifverträge und Mindestlöhne gefordert. Wie die Ziele durchgesetzt werden sollten, war indes nicht klar, das Mittel des Streiks wurde nicht erwähnt. Es wurde eine Witwen- und Invalidenkasse eingerichtet. Man befürwortete die Einrichtung von genossenschaftlich organisierten Betrieben. Im Jahr 1849 wurde in Hamburg die Firma Vereinigte Cigarrenarbeiter gegründet. Diese beschäftigte etwa 50 Arbeiter und bestand bis 1862.
Im September 1849 fand in Leipzig der zweite Kongress der Organisation statt. Dort waren 20 Delegierte anwesend, die Arbeiter aus 77 Städten und Gemeinden vertraten. Zu dieser Zeit hatte die Organisation etwa 1500 Mitglieder. Der Verbandssitz wurde vor dem Hintergrund der Gegenrevolution in Preußen von Berlin nach Bremen verlegt. Dem Präsidenten wurde ein Gehalt gewährt. Die Assoziation gab mit der Konkordia eine eigene Vereinszeitschrift heraus. Es wurde das Vorortprinzip eingeführt. Danach führte der Vorstand eines Lokalvereins auch den Gesamtverein. Der Verband beschloss auf seinem Kongress auch, die Allgemeine Deutsche Arbeiterverbrüderung finanziell zu unterstützen. Einige Zeit später trat der Verband der Verbrüderung bei, hat sich aber danach von dieser wieder getrennt. Später wurden die Beziehungen wieder enger und ein Zigarrenarbeiter war Mitglied im Zentralkomitee der Arbeiterverbrüderung.
Auf ihrem dritten Kongress 1850 waren Vertreter von 39 Lokalvereinen vertreten. Die Versammlung beschloss die Auflösung der zentralen Organisation. Nur die Witwen- und Waisenkasse sollte gemeinsam weiter geführt werden. Damit kam man einem Verbot zuvor. Auch die Vereinszeitschrift wurde eingestellt. Stattdessen erschienen bei Bedarf Rundschreiben. Im Jahr 1851 wurde dann auch der Bremer Lokalverein vom Senat aufgelöst. Die Unterstützungskasse musste sich als Folge staatlichen Drucks bis 1853 auflösen. Auf lokaler Ebene bestanden organisatorische Reste und die Unterstützungsvereine teilweise weiter. Die wandernden Tabakarbeiter hielten den Kontakt untereinander aufrecht. Dass die Kontakte noch funktionierten, zeigte sich 1857, als es englischen Unternehmern nicht gelang, für ihre bestreikten Betriebe deutsche Tabakarbeiter anzuwerben.

## Allgemeiner Deutscher Cigarrenarbeiter-Verein

Friedrich Wilhelm Fritzsche war die führende Persönlichkeit der Tabakarbeiterbewegung zwischen den 1860er Jahren und 1881.

Um 1865 gab es etwa 95.000 Beschäftigte in der Tabakindustrie. In der Frühindustrialisierung waren die Tabakarbeiter neben den Buchdruckern eine quantitativ bedeutende homogene Arbeitergruppe. Im Lauf der industriellen Revolution verloren sie ihre zahlenmäßige Führungsrolle an andere Arbeitergruppen. Erneut haben wirtschaftliche Schwierigkeiten in den 1860er Jahren die Organisationsbildung begünstigt.
Seit Ende der 1850er Jahre begann in Leipzig Friedrich Wilhelm Fritzsche erneut mit Bestrebungen zu einer Organisationsbildung. Auf einem Delegiertentag, der vom 22. bis 27. Dezember 1865 im Leipziger Pantheon stattfand, wurde der Allgemeine Deutsche Cigarrenarbeiter-Verein gegründet. Auf Betreiben Fritzsches war die neue Organisation stark gewerkschaftlich ausgerichtet und damit die erste zentral organisierte Gewerkschaft in Deutschland. Sitz der Organisation war zunächst Frankfurt am Main, dann Leipzig und schließlich Berlin. Fritzsche redigierte auch das Vereinsblatt Der Botschafter. Die Gewerkschaft Nahrung-Genuss-Gaststätten als ihre Nachfolgerin gilt als heute älteste deutsche Gewerkschaft.
Im Jahr 1867 war die Organisation an 67 Orten vertreten und zählte 6500 Mitglieder. Unmittelbar nach der Entstehung kam es vielerorts zu meist gescheiterten Streikbewegungen, die die Finanzkraft der Organisation stark belastete. Die Arbeitsniederlegungen wurden lokal beschlossen und nicht zentral gesteuert. Ein Streik zur Abwehr einer neuen Fabrikordnung in Berlin im Jahr 1868 zeigte wie beschränkt die Finanzkraft der Organisation war. Der Streik konnte nur mit Hilfe der Unterstützung aus anderen Teilen der Arbeiterbewegung und der Bevölkerung über längere Zeit geführt werden.
Neben dem Arbeitskampf wurde 1868 von der Organisation die Deutsche Tabakarbeiterkompagnie als Produktivgenossenschaft gegründet. Fritzsche selbst übernahm die Geschäftsführung. Der Kapitalbedarf war für die finanzschwache Organisation allerdings zu hoch. Anfangs florierte das Unternehmen. Bald aber kam es zu Nachlässigkeiten der Arbeiter und zu Zahlungsverschleppungen durch die Kunden. Auch produzierte man zu viel und die Überkapazitäten ließen sich nur schwer absetzen. Der Niedergang der Kompanie führte zu hohen Schulden des Vereins aber auch von Fritzsche persönlich. Über Jahrzehnte spielte nach dem abschreckenden Beispiel Produktivgenossenschaften in der Tabakarbeiterbewegung keine Rolle mehr.
Der Verein war eng mit dem ADAV verbunden. Konflikte löste der sogenannte Staatsstreich des ADAV-Präsidenten Johann Baptist von Schweitzer aus, der die diktatorischen Vollmachten des Präsidenten wiederherstellen wollte. Fritzsche verweigerte sich dem. Die Mehrheit folgte ihm. Er konnte aber eine Abspaltung nicht verhindern. Ein Teil der Mitglieder bildete eine Sektion im Allgemeinen Deutschen Arbeiterschaftsverband. Der interne Streit führte zum Austritt zahlreicher Mitglieder. Die Mitgliederzahlen, die 1869 bei 8000 bis 10.000 lagen, sanken auf nur noch 1000 im Jahr 1871 ab.

## Deutscher Tabakarbeiterverband

### Bis zum Ende des Sozialistengesetzes
Im Zuge der Vereinigung der Gewerkschaften um den ADAV und um die SDAP kam es zur Wiedervereinigung der beiden Verbände. Die neue Organisation hieß Deutscher Tabakarbeiter-Verband. In den Gründerjahren zwischen 1871 und 1873 kam es zu zahlreichen Streiks. Dies veranlasste die Arbeitgeber zu einem Zusammenschluss, der aber später nur geringe Wirksamkeit entfaltete.
Im Jahr 1877 hatte der Deutsche Tabakarbeiterverband 8100 Mitglieder in 200 Orten. Sie war damit eine der mitgliederstärksten Gewerkschaften. Allerdings bedeutete dies nur einen Organisationsgrad von 6 bis 8 %.
Durch das Sozialistengesetz von 1878 wurde der Verband zerschlagen. Fritzsche wurde aus Berlin ausgewiesen und gründete in Leipzig 1879 die Zeitschrift Der Wanderer. Diese war ein Ersatz für die verbotene Organisation. Wandernde Zigarrenarbeiter, die den Wanderer abonniert hatten, erhielten in Orten, wo die Zeitschrift Filialen hatte, Wandererunterstützung. Schon nach einem halben Jahr wurde die Zeitschrift verboten. An ihre Stelle trat Der Gewerkschafter. Die Zeitschrift trug dazu bei, den Gedanken an einen Zusammenschluss zu erhalten.
Bereits 1881 wurden an verschiedenen Orten wieder lokale Tabakarbeitervereine gegründet. Insbesondere aus Bremen wurde der Ruf nach einer zentralen Organisation erhoben. Im Jahr 1882 wurde dann maßgeblich von Wilhelm Fuhse ein zentraler Reiseunterstützungsverein gegründet. Die zentrale Kranken- und Sterbekasse der Tabakarbeiter, in der zahlreiche lokale Kassen aufgegangen waren, wurde vom Tabakarbeiterverband mitverwaltet, den nun „Unterstützerverein deutscher Tabakarbeiter“ hieß.
Das Vereinsorgan hieß erneut Der Gewerkschafter. Später wurde es in Der Tabakarbeiter umbenannt. Zu den Redakteuren des Blattes oder seiner Vorgänger gehörten Personen wie Friedrich Wilhelm Fritzsche, Wilhelm Hasenclever, Wilhelm Liebknecht, Ignaz Auer, Bruno Geiser und Friedrich Geyer. Die Zeitung erschien nach dem Sozialistengesetze bis 1910 im Verlag der SPD. Der Versuch sie nach Bremen zum Sitz der Gewerkschaft zu verlegen und damit mehr Einfluss auf das Blatt zu bekommen, scheiterte insbesondere am Widerstand von Heinrich Meister. Das Blatt war stark politisch ausgerichtet. Erst 1910 wurde es in einen politischen und einen beruflich-gewerkschaftlichen Teil aufgeteilt.

### Seit dem Sozialistengesetz

Karl Deichmann war langjähriger Vorsitzender der Gewerkschaft.

Im Jahr 1884 übernahm Hermann Junge den Vorsitz. Der eigentlich starke Mann war indes Wilhelm Meister. Dieser war von 1882 bis 1905 Vorsitzender des zentralen Verbandsausschusses. Er wurde auch als Tabakarbeiter-Bebel bezeichnet. Seit 1890 war der Verband Mitglied im Internationalen Zigarrenmacher- und Tabakarbeiterverband. Die Zahl der Mitglieder lag 1890 bei 14.538.
Nach dem Sozialistengesetz gelang es nicht mehr, die zentrale Kranken- und Sterbekasse der Tabakarbeiter an den Verband zu binden. Die Kasse wurde zu einer Konkurrenz des Verbandes. Der Verband erklärte seine eigene Kasse für die Mitglieder für verpflichtend. Die zentrale Kranken- und Sterbekasse der Tabakarbeiter verlor erst nach der Jahrhundertwende an Bedeutung.
Zwischen November 1890 und März 1891 kam es zu einem großen Zigarrenarbeiterstreik in Hamburg. Dabei wurden die Streikenden von der gesamten deutschen Arbeiterbewegung finanziell unterstützt. Dies konnte die Niederlage der Arbeiter nicht verhindern. Ein Grund war, dass sich die Fabrikanten zur Streikabwehr zusammengeschlossen hatten. Die Niederlage hatte zur Folge, dass die Gewerkschaft zahlreiche Mitglieder verlor. 1893 zählte der Unterstützerverein deutscher Tabakarbeiter nur noch 10.684 Mitglieder.
Ein strukturelles Problem war, dass die Fabrikation seit Längerem nicht mehr nur in größeren Manufakturen und in größeren Städten stattfand, sondern dass sie vermehrt auf dem Land und von Heimarbeitern betrieben wurde. Dies erschwerte die Organisation. Hinzu kam, dass die Arbeitgeber sich stärker zusammenschlossen. 1891/1992 wurde als Dachorganisation der Arbeitgeber der Deutsche Tabakverein gegründet. Dies schwächte auf längere Sicht die potenzielle Durchsetzungsfähigkeit der Gewerkschaften. Sie haben – wenn möglich – eine direkte Konfrontation mit den Arbeitgebern vermieden. Allerdings hatte dies zur Folge, dass die Anziehungskraft der Organisation nachließ.
Die Gewerkschaften versuchte auf andere Weise die Interessen der Arbeiter durchzusetzen. Ein Ansatz war das sogenannte Labelsystem. Dabei sollten die Zigarren sogenannte Arbeiterkontrollschutzmarken erhalten. Markenlose Zigarren von missliebigen Arbeitgebern sollten boykottiert werden. Dieser Ansatz scheiterte. Ein weiterer Versuch war der Aufbau neuer Produktivgenossenschaften. Diese spielten als ernsthafte Konkurrenz zu den privaten Fabrikanten keine Rolle.
Die Tabakarbeiter, die zu den Pionieren der Arbeiterbewegung gehört und früh eine gewerkschaftliche Organisation aufgebaut hatten, nahmen am Anstieg der Arbeitereinkommen in den Zeiten der Hochindustrialisierung nur begrenzt teil.
Schon früher war die Tabakarbeitergewerkschaft stärker politisch orientiert als andere Organisationen. Dies verstärkte sich noch, weil eine grundsätzliche Verbesserung ihrer Lage scheinbar nicht mit gewerkschaftlichen, sondern vor allem mit politischen Mitteln zu erreichen war. Während andere Gewerkschaften und die Generalkommission der Gewerkschaften Deutschlands sich partiell von der SPD lösten, war dies bei den Tabakarbeitern nicht in gleichem Maße der Fall. Als die Generalkommission sozialpolitische Kompetenzen beanspruchte und damit in den von der SPD beanspruchten Bereich eindrang, traten die Tabakarbeiter 1895 zeitweise aus der Generalkommission aus.
Ein weiterer Grund für eine relativ starke Politisierung war die Abhängigkeit der Tabakindustrie von der Zoll- und Steuergesetzgebung. Die Pläne der Regierung, Tabaksteuern oder ein Tabakmonopol einzurichten, stieß auf den Widerstand nicht nur der Unternehmer, sondern auch der Tabakarbeitergewerkschaft. Zur Beeinflussung der Zoll- und Steuerpolitik bedurfte es eben des politischen Arms der Arbeiterbewegung. Da eine Erhöhung von Steuern auf Tabakprodukte einen Massenkonsumartikel betraf, ließen sich relativ leicht die gesamte Arbeiterbewegung und teilweise auch andere Schichten der Bevölkerung dagegen mobilisieren. Die auch damals schon bekannte Gesundheitsgefährdung durch das Rauchen spielte für die Partei keine Rolle. Wilhelm Meister und andere führende Verbandsmitglieder wie Karl Deichmann, Friedrich Geyer, Hermann Junge oder Gustav Niendorf waren auch Mitglieder des Reichstages, eines Landtages oder hatten wichtige Funktionen in der SPD. Verlor der Verband innerhalb der Gewerkschaftsbewegung auch an Gewicht, konnten seine führenden Funktionäre lange einen wichtigen Einfluss in der Partei bewahren.
Junge blieb bis 1900 Vorsitzender. Die Zahl der Mitglieder stieg bis 1903 zunächst nur langsam auf 17.811 an. Seit 1899 hieß der Verband wieder Deutscher Tabakarbeiterverband. Im Jahr 1900 wurde Karl Deichmann zum Vorsitzenden gewählt. Seit 1904 nahmen die Mitgliederzahlen deutlich zu. Sie lagen 1912 bei 37.211. Es gab ein dichtes Netz von Zahlstellen. Im Jahr 1912 waren es 483. Der Organisationsgrad lag 1907 bei 14 %. Schwerpunkte waren Nordwestdeutschland (Braunschweig, Bremen, Lippe) sowie einige preußische Provinzen (Sachsen, Hannover, Schlesien, Schleswig-Holstein und Brandenburg).
Die Größe des Verbands war im Vergleich mit anderen Gewerkschaften mittlerweile gering. Daher war auch die Zahl der hauptamtlichen Funktionäre klein. Erst 1900 wurde der Verbandsvorsitzende besoldet. Im Jahr 1911 gab es nur 11 Festangestellte, von denen die meisten Gauleiter waren.
Es kam 1905 in Dresden zu einem schweren Arbeitskampf, bei dem 4000 Zigarrenarbeiter ausgesperrt wurden. Im Jahr 1907 kam es zur Aussperrung von 1000 Arbeitern in Gießen. Im Jahr 1912 schloss sich der Verband mit dem Unterstützungsverein deutscher Zigarrensortierer zusammen.
Deichmann behielt den Vorsitz, bis er 1928 zum Bürgermeister in Bremen gewählt wurde. Danach war er Ehrenvorsitzender des Verbandes. Ihm folgte Ferdinand Husung. Im Jahr 1928 existierten 436 Ortsverwaltungen. Der Verband hatte 78.282 Mitglieder. Davon waren über 60.000 Frauen.